# Lac de Couyela Gran
Le lac de Couyela Gran est un  lac pyrénéen français situé administrativement dans la commune de Barèges dans le département français des Hautes-Pyrénées, dans le Lavedan en Occitanie.
Le lac a une superficie de 0,2 ha pour une altitude de 2 150 m il atteint une profondeur de 2 m.

## Toponymie
Coueyla signifie « cabane », gran  signifie « grand » donc le lac de  la grande cabane.

## Géographie
Le lac de Couyela Gran est situé au sud des crêtes d’Agalops surplombé par le Soum du Cot de l'Espade (641 m) à l’ouest et au nord du pic d'Aygues-Cruses (2 620 m) et à l’ouest du lac d'Agalops et au nord-est du lac de Madamette dans le massif du Néouvielle.
Le lac est situé sur le GR10.

### Topographie
|                              | Soum du Cot de l'Espade (2 641 m) | Lac d'Agalops                 |
| Pic de la Touatère (2 530 m) | lac de Couyela Gran               | Pic d'Aygues Cluses (2 620 m) |
|                              | Lac de Madamette                  |                               |

### Hydrographie
Le lac a pour émissaire le ruisseau de Coueyla-Gran.

### Géologie
Le lac de Rabiet est un lac glaciaire de montagne, dont la formation se passe en trois étapes majeures :
1) À l'Éocène vers −40 Ma se forme la chaîne des Pyrénées à la suite de la remontée vers le nord de la plaque africaine qui entraîne avec elle la plaque ibérique. Cette dernière glisse alors sous la plaque eurasiatique située plus au nord, ce qui entraîne le plissement, le relèvement et le charriage des couches géologiques de la croûte terrestre.
2) À partir du Pliocène puis surtout du Pléistocène, de −5 Ma à −10 000 ans, un refroidissement général du climat entraîne la formation de glaciers et d'une érosion glaciaire (vallées, cirques, moraines, ombilics, etc) dans toute la chaîne des Pyrénées.
3) Depuis l'Holocène, à partir de −10 000 ans, un redoux climatique entraîne la disparition des glaciers et la formation dans leur sillage de nombreux lacs glaciaires qui sont de deux sortes :
- le lac de verrou qui se forme dans un ombilic glaciaire formant un creux naturel et terminé par un verrou glaciaire rocheux.
- le lac de moraine qui se forme derrière une moraine agissant comme un barrage naturel.

## Protection environnementale
Le lac fait partie d'une zone naturelle protégée, classée ZNIEFF de type 1 : Massif en rive gauche du Bastan et de type 2 : Vallées de Barèges et de Luz.

## Voies d'accès
Le lac de Couyela Gran est accessible par le versant nord par le sentier de grande randonnée GR 10. Il faut ainsi emprunter, depuis le parking du pont de la Gaubie, à l'ouest du col du Tourmalet, une section du GR10. Après environ 2 km, le GR10 continue sur la gauche tandis qu'un sentier montant à droite permet d'accéder au lac dets Coubous. Puis prendre le sentier le long du ruisseau de Coueyla-Gran qui vous amène au lac à côté du refuge d'Aygues-Cluses.